# 薩里伯爵亨利·霍華德
亨利·霍華德 KG（英語：Henry Howard, Earl of Surrey，約1517年－1547年1月19日），薩里伯爵，第三代諾福克公爵托馬斯·霍華德的長子。

## 家庭
亨利·霍華德的妻子是法蘭西絲·德維爾（Frances de Vere），兩人共有2子3女：
1. 珍·霍華德（英语：Jane Howard, Countess of Westmorland）（約1535年—1593年），威斯摩蘭伯爵夫人
2. 托馬斯·霍華德（1536年—1572年），第四代諾福克公爵
3. 亨利·霍華德（英语：Henry Howard, 1st Earl of Northampton）（1540年—1614年），第一代北安普頓伯爵
4. 凱瑟琳（？年—1596年）
5. 瑪格麗特（1547年—？年）